# Жених возвращается
«Жених возвращается» (англ. Here Comes the Groom) — кинофильм режиссёра Фрэнка Капры, вышедший на экраны в 1951 году. Лента основана на рассказе Роберта Рискина и Лиама О'Брайена.

## Сюжет
Иностранный корреспондент Пит Гарви по поручению редакции несколько лет провёл в Париже, занимаясь вопросом об оставшихся после войны сиротах и беспризорниках. Однажды он получает письмо от своей невесты Эммадел, в котором было сказано, что она устала его ждать, хочет наконец завести детей и, если Пит не явится в ближайшее время, выйдет замуж за кого-нибудь другого. В ответном послании Пит пообещал вернуться, однако был вынужден задержаться, решив усыновить осиротевших мальчика и девочку. Когда он с детьми всё-таки возвращается, оказывается, что Эммадел уже обручена и через неделю должна выйти замуж за Уилбура Стэнли, представителя аристократической и богатой бостонской семьи. Поскольку иммиграционная служба должна забрать детей, если он не женится в течение недели, Пит вступает в борьбу за руку и сердце Эммадел...

## В ролях
- Бинг Кросби — Пит Гарви
- Джейн Уайман — Эммадел Джонс, невеста Пита
- Алексис Смит — Уинифред Стэнли
- Франшо Тоун — Уилбур Стэнли, брат Уинифред
- Джеймс Бартон — Уильям Джонс, отец Эммадел
- Роберт Кит — Джордж Дегнан, редактор Пита
- Жак Женсель — Бобби, мальчик, усыновлённый Питом
- Г.Б. Уорнер — дядя Элайху
- Беверли Уошбёрн — Сюзи, девочка, усыновлённая Питом
- Николас Джой — дядя Прентисс
- Конни Гилкрист — мать Эммадел
- Иэн Вулф — дядя Адам
- Уолтер Кэтлетт — мистер Макгонигл
- Эллен Корби — миссис Макгонигл
- Алан Рид — Уолтер Годфри
- Минна Гомбелл — миссис Годфри
- Ирвинг Бейкон — Бэйнс, дворецкий
- Чарльз Хэлтон — Касик (в титрах не указан)

В музыкальных номерах принимают участие Анна Мария Альбергетти, Луи Армстронг, Фил Харрис, Касс Дейли, Дороти Ламур и др.

## Награды и номинации
- 1952 — премия «Оскар» за лучшую оригинальную песню («In the Cool, Cool, Cool of the Evening», музыка Хоги Кармайкла, слова Джонни Мерсера), а также номинация за лучший литературный первоисточник (Роберт Рискин и Лиам О’Брайен).
- 1952 — номинация на премию «Золотой глобус» за лучшую мужскую роль в комедии или мюзикле (Бинг Кросби).
- 1952 — номинация на премию Гильдии сценаристов США за лучший американский мюзикл (Вирджиния ван Апп, Лиам О'Брайен, Майлз Коннолли).

## Приём
Бинг Кросби организовал мировую премьеру фильма в Элко, штат Невада, 30 июля 1951 года, а связанные с этим благотворительные мероприятия собрали 10 000 долларов для Фонда строительства больниц.